# أبو عمر التركستاني
أبو عمر التركستاني كان قياديا رفيع المستوى في تنظيم القاعدة واتحاد الجهاد الإسلامي، وكذلك جبهة النصرة، والحزب الإسلامي التركستاني في سوريا. وقائد عسكري نشط منذ 2001، قاتل في الحرب ضد أمريكا في أفغانستان ثم الحرب في سوريا. قبل أواخر عام 2016  اعتُبِر التركستاني أحد أبرز عشرة قادة في الساحة السورية. ساعد التركستاني على تسهيل اندماج العديد من الفصائل في هيئة تحرير الشام. قُتِل بواسطة طائرة أمريكية بدون طيار في 1 يناير 2017.